# Nagareyama
Nagareyama (流山市, Nagareyama-shi) est une ville de la préfecture de Chiba, au Japon.

## Géographie

### Localisation
Nagareyama est située dans le nord-ouest de la préfecture de Chiba. 

### Démographie
En mars 2020, la population de Nagareyama s'élevait à 195 682 habitants, répartis sur une superficie de 35,32 km2.

### Hydrographie
La ville est bordée par le fleuve Edo à l'ouest.

## Histoire
Nagareyama a été fondée le 1er janvier 1967.

## Économie
À Nagareyama, le secteur primaire occupe 1 113 salariés, le secondaire 17 766 et le tertiaire 53 371.

## Transports
Nagareyama est desservie par la route nationale 6.
Nagareyama est desservie par les lignes ferroviaires Musashino, Tōbu Urban Park, Tsukuba Express et Nagareyama. Les gares de Minami-Nagareyama et Nagareyama-ōtakanomori sont les principales de la ville.

## Jumelages
- Sōma (Japon) depuis 1977
- Shinano (Japon) depuis 1997
- Noto (Japon) depuis 2012

## Symboles municipaux
La fleur symbole de Nagareyama est le rhododendron.